# Veerdienst het Looveer

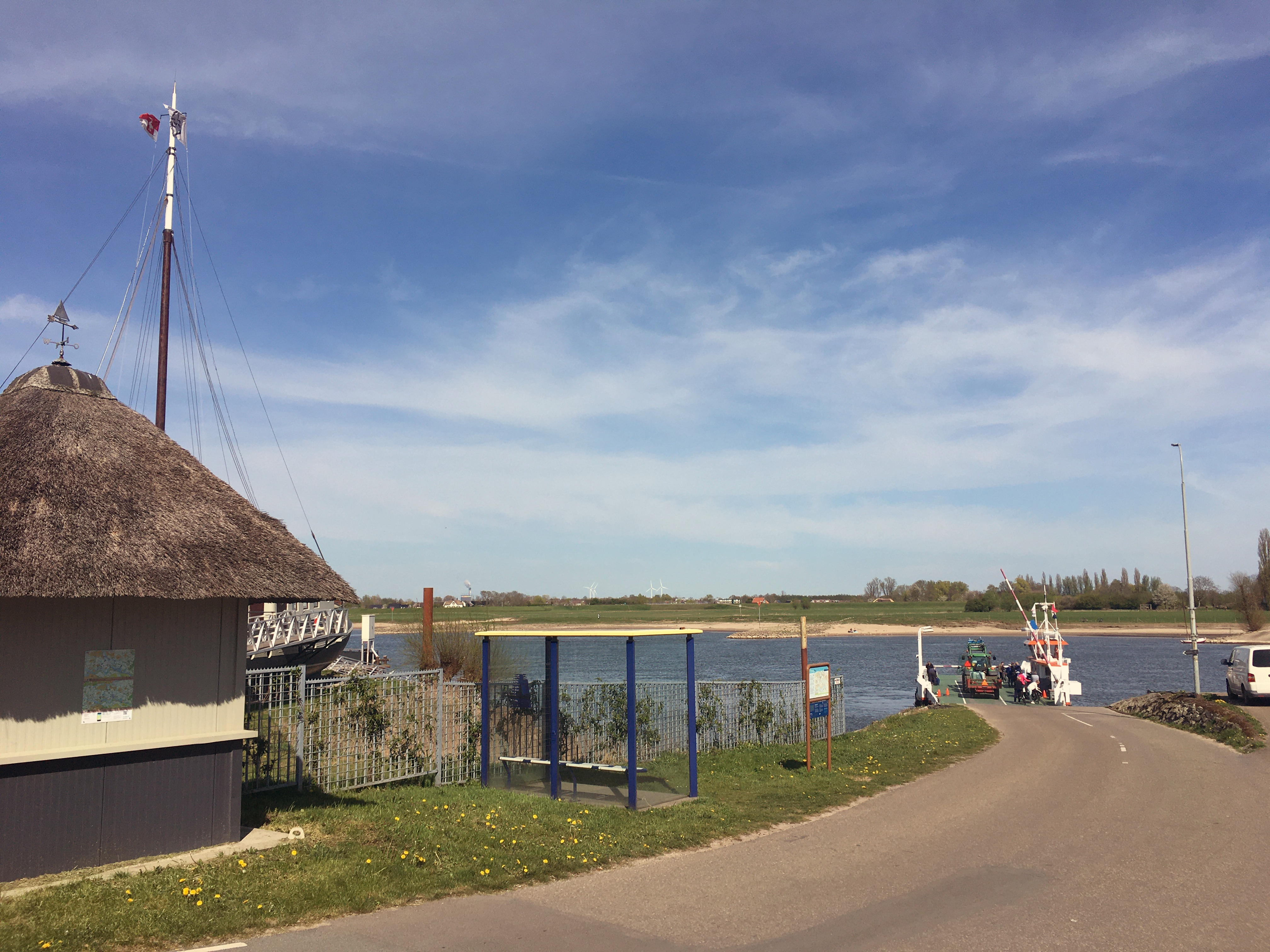
Zicht op de weg naar de veerboot, aan de kant van Huissen

Veerdienst het Looveer is de veerverbinding tussen Loo en Huissen over de Nederrijn. De huidige veerboot is de ' Spes Orientis'. 
In 1740 kwam er bij Loo een veer over de Rijn. De veerman moest toen 's zomers met zijn brede, platte schuit langs allerlei ondiepten laveren. In 1802 werd een gierpont gebruikt, die voor de voortbeweging gebruik maakte van de stroming van de rivier.
In 1843 werd de familie Martens eigenaar van de pont. De huidige dienstverlening wordt verzorgd door Ton Paulus Veerbedrijf.
In de Tweede Wereldoorlog voer een pont, Sint Christoffel gedoopt. In het ruim ervan werden in het geheim honderden Franse soldaten vervoerd. De Fransen waren ontsnapt uit Duitse gevangenschap. 
Na de luchtlandingen in september 1944 liet veerbaas Wim Martens de pont zinken. De Duitsers konden daardoor aan het Looveer geen tanks en troepen overzetten. Na de oorlog werd de pont, die in twee stukken was gebroken, weer naar boven gehaald en in elkaar gezet. 
Vanaf 1970 werd de gierpont verruild voor een schuit met motortractie. De stroom in de rivier bezat niet genoeg kracht meer, als gevolg van de aanleg van een stuwcomplex bij Driel. Door de opening van de Andrej Sacharovbrug bij Arnhem in 1987 dreigde het doek te vallen voor de veerdienst. Toch kon het pontveer overleven, vooral dankzij de sterke groei van het fietsverkeer.

## Veerhuis
In 1696 bestond al een veerhuis, toen nog aan de Loo-zijde van de Rijn. Begin negentiende eeuw stond het aan de Huissense kant van de rivier. In 1890 runde de familie Martens het overzetbedrijf. Zij liet toen een nieuw veerhuis bouwen. Dit pand werd in 1944 verwoest. Maar in 1954 verrees een nieuw veerhuis, dat in 1985 werd gesloopt.